# バイエルン・ランツフート公国
バイエルン＝ランツフート公国（ドイツ語: Bayern-Landshut）は、1353年から1503年まで神聖ローマ帝国に存在した領邦国家の一つ。

## 歴史
バイエルン＝ランツフート公国の創設は神聖ローマ皇帝ルートヴィヒ4世の死の結果である。ルートヴィヒの帝国を分割する1349年のランズベルク条項において、シュテファン2世、ヴィルヘルム1世、アルブレヒト1世は共同で下バイエルンとネーデルラントを継承した。4年後の1353年、遺領はレーゲンスブルク条約で再分割された。シュテファンはバイエルン＝ランツフートを相続した。1363年にシュテファンは上バイエルン公になり、バイエルン＝ランツフート公領と再統合された。シュテファンの死後、その3人の息子が公国を共同統治した。しかし1392年にバイエルン＝ランツフート公国からバイエルン＝ミュンヘン公国とバイエルン＝インゴルシュタット公国が切り離され、3つに分裂した。
1429年にバイエルン＝シュトラウビング公国の一部がバイエルン＝ランツフートに統合され、1447年にはバイエルン＝インゴルシュタット公国全域が編入された。このことと、ラッテンベルクとキッツビュールの鉱業と近代的な統治機構で、バイエルン＝ランツフートはバイエルン地方で最も富裕な領邦となった。
公国の居城は1475年までランツフートのトラウスニッツ城に置かれた。1475年にはブルクハウゼン城に居城を移転した。
バイエルン＝ランツフート公国はランツフート継承戦争を引き起こしたゲオルク富裕公が死ぬまで、150年にわたり存続した。戦争が終わった1505年に、領地は新しく創設されたプファルツ＝ノイブルク公国とバイエルン＝ミュンヘン公国に分割された。クーフシュタイン郡とキッツビュール郡は神聖ローマ皇帝マクシミリアン1世にバイエルン＝ミュンヘンへの支援の代償として譲渡され、これらはチロルに統合された。